# Erinus alpinus
Erinus alpinus là một loài thực vật có hoa trong họ Mã đề. Loài này được Carl Linnaeus mô tả khoa học đầu tiên năm 1753.
Là loài cây lâu năm bán thường xanh, với thân 10 cm (4 in) gồm các lá hẹp màu lục-lam và các cụm hoa màu hồng-tím ở đỉnh trong mùa xuân-hè. Nó được trồng phổ biến trong các vườn đá hay vườn cây núi cao; và đôi khi trở thành tự nhiên hóa ngoài phạm vi bản địa của nó, đặc biệt là trên các bức tường đá cũ, thể hiện rõ tại nơi nổi tiếng cho loài này trên cầu ngựa thồ cổ xưa tại Carrbridge trong vùng cao nguyên của Scotland.

## Phân bố
Loài này là bản địa vùng núi non nhiều sỏi đá ở Bắc Phi (bao gồm Algeria, Morocco) và miền nam châu Âu như tại Áo, quần đảo Baleares (Tây Ban Nha), Pháp, Italia (gồm cả đảo Sardinia), Thụy Sĩ; nhưng đã du nhập tới đảo Anh và Ireland.

## Hình ảnh

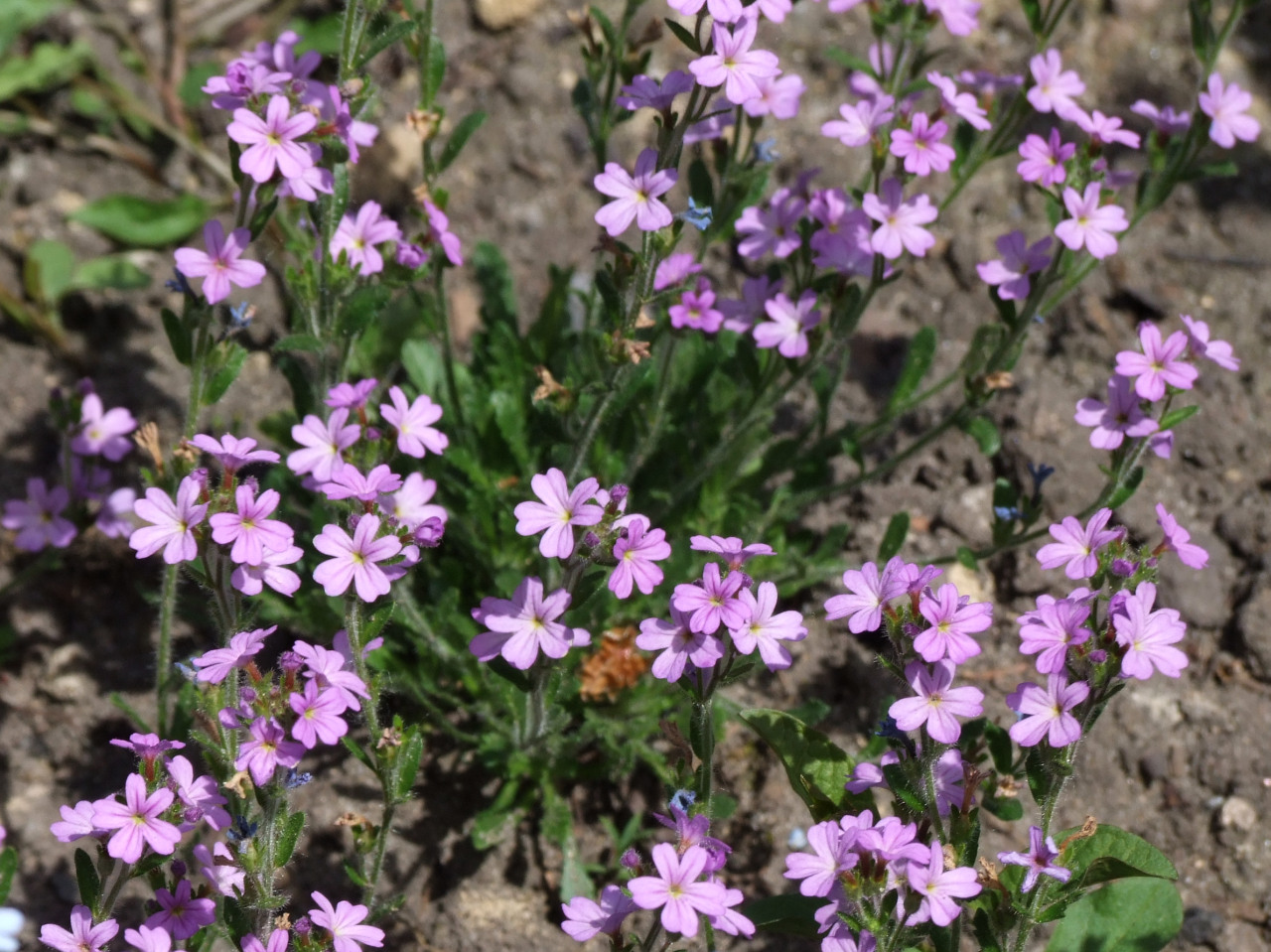
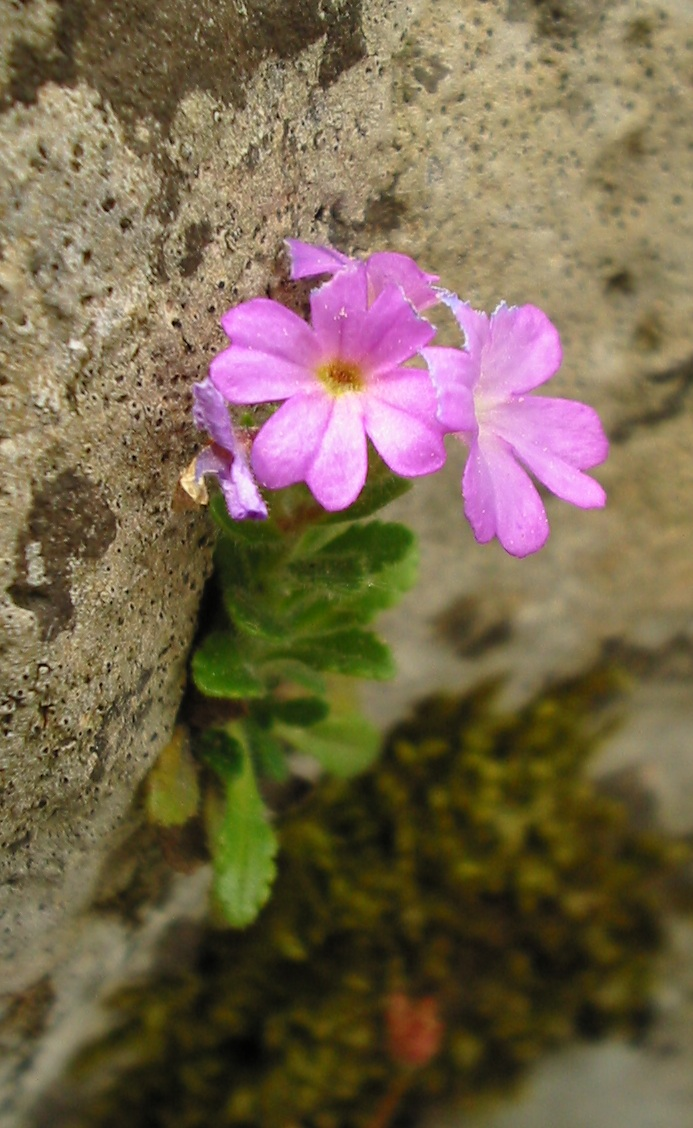
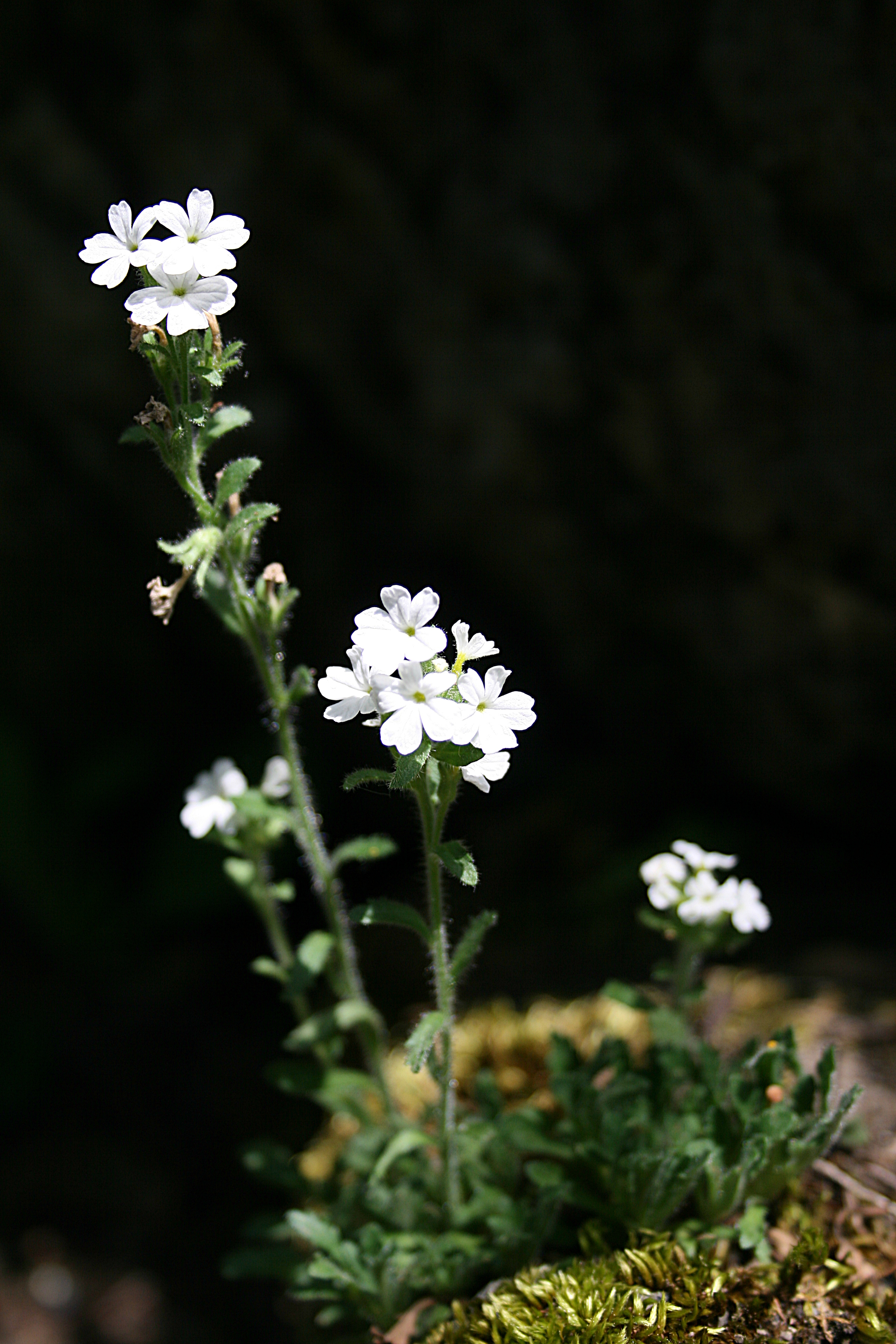
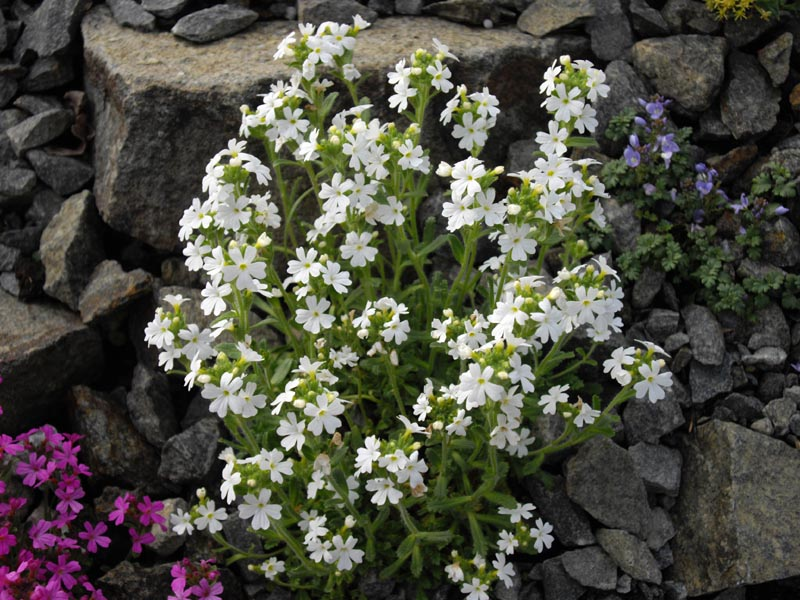